# Občina Šempeter-Vrtojba
Občina Šempeter-Vrtojba (slovinsky Občina Šempeter-Vrtojba německy Gemeinde Sankt Peter-Vertoyba) je jednou z 212 slovinských občin. Nachází se v Gorickém regionu (slovinsky Goriška regija). Správním centrem je Šempeter pri Gorici.

## Sídla
- Šempeter pri Gorici
- Vrtojba